# Николаево
Вижте пояснителната страница за други значения на Николаево.
Никола̀ево е град в Южна България, област Стара Загора, в близост до град Гурково. Градът е административен център на община Николаево. По данни на ГРАО към 15 юни 2023 г. в града живеят 3141 души по настоящ адрес и 3300 души по постоянен адрес.

## История
Северно от град Николаево в непосредствена близост е хълмът Асара, където има ранновизантийска крепост с 3 реда крепостни стени, която е охранявала прохода Хаинбоаз. Там се намира затрупан вход на легендарната пещера Царска дупка. В миналото пещерата е играла ролята на таен изход от крепостта. През нея се е стигало до Радова река и дори доста по-далече (говори се и за подземна връзка с мина „Гурково“). В пещерата хората са криели добитъка си от турците. В нивите между хълма Асара, река Радова и каменния мост е имало и ранновизантийско селище. По време на турското владичество селището е носело името Ешекчии (Магарево).
След Освобождението първите заселници са били 4 рода от с. Гурково: Генчевите (Караманите), Новгенчевите, Узуновите, Вераните. По-късно се заселват от с. Дъбово и от Балкана. Родовете на Генчевите (Караманите) и Новгенчевите са с най-голям брой наследници, повечето от които и понастоящем живеят в Николаево.
Селището е обявено за град на 26 август 1977 г. по случай 100 години от Освобождението на България от Османско владичество.

## Население
Населението на Николаево наброява 2746 души към 31 декември 2013 г.

## Обществени институции
- Основно училище „Св. св. Кирил и Методий“
- Читалище „Васил Левски“, основано през 1923 година.[4]

## Религии
Официалната религия е християнството. Има 3 църкви в общината: „Св. св. Кирил и Методий“ в Николаево, „Св. арх. Михаил“ в с. Елхово и „Св. вмч. Георги Победоносец“ в с. Нова махала.

## Забележителности
- Паметник на загиналите в Балканските войни 1912 – 1913 г.
- Паметник на проф. Николай Генчев
- Паметник на ген. Николай Николаевич
- Ранновизантийска крепост на хълма Асара – V век след Христа.

## Редовни събития
- Ежегоден събор и празник на града – 24 май.
- Официален празник на Николаево – 6 декември.

## Личности
- проф. Николай Генчев – историк, бивш ректор на СУ „Климент Охридски“
- Минка Банева – поетеса. Родена е в с. Шейново през 1939 г. По професия е учител. Автор е на книгите: „Изгаряш ме, живот“ (1992); „Децата си как ще спасяваме“ (1994); „Надеждо моя, не умирай“ (1999) и „И в мъката да търсиш радостта“ (2003). Написала е химна на гр. Николаево „Здравей, градче“.
- Петър Атанасов Влаев – икономист, дълги години работил в община Варна, преподавател в Икономическия университет, Варна.

## Други
- Наблизо е язовир „Жребчево“.
- Бившият Завод за електропорцелан „ЗЕП Ленин“, преименуван през 1997 в „ЕЛПО АД“.[5] Има интеграционен център за развитие и подпомагане на младежта.
- „Мина Николаево“ – концентрационен лагер, действал от 1948 до юли 1949 г.